# Phragmatobia blanca
Phragmatobia blanca là một loài bướm đêm thuộc phân họ Arctiinae, họ Erebidae.